# Black Lions
El Black Lions es un equipo de fútbol de Jamaica que juega en la Liga C de Jamaica, la tercera división nacional.

## Historia
Fue fundado en el año 1972 en la localidad de Spanish Town como un equipo que históricamente ha estado entre la segunda y tercera división de Jamaica. Es el equipo que representa a la comunidad rastafari y hace alusión a la cultura afrocaribeña, su nombre hace alusión al símbolo del León Negro, que representa al movimiento de resistencia antifascista en Etiopía ante la ocupación italiana durante la Segunda Guerra Mundial.
Los mejores años del club han sido los años 1980, periodo en el que jugó en la Liga Premier Nacional de Jamaica ydonde fue subcampeón en la temporada 1989/90.
Para mala fortuna del club tras clasificar a la Copa de Campeones de la Concacaf 1991 en la que fue eliminado en la primera ronda por el Scholars International de Islas Caimán, desciende de la Liga Premier Nacional de Jamaica y no ha regresado a la primera división.

## Palmarés
- Liga C: 1

2016/17

## Participación en competiciones de la Concacaf
| Temporada | Torneo                           | Ronda | Club                   | Casa | Visita | Global |
| --------- | -------------------------------- | ----- | ---------------------- | ---- | ------ | ------ |
| 1991      | Copa de Campeones de la Concacaf | 1     | Scholars International | 1-1  | 0-1    | 1-2    |